# Brookea
Brookea je biljni rod iz porodice trpučevki  (Plantaginaceae). Pripada mu 6 vrsta grmova i drveća na otocima Borneo i Sulawesi. Opisan je u Genera Plantarum 2: 939. 1876. 

## Opis
Rod je revidiran 2019. i tada je priznato 6 vrsta. Tri su vrste endemske za Borneo, a opisane  su i dvije nove vrste koje su poznate samo sa Sulawesija, B. celebica i B. linduensis. Za jednu vrstu, B. albicans, ranije se smatralo da je endemična za Borneo, ali sada je nedavno zabilježena za Sulawesi. Dvije su vrste lektotipizirane, sve su vrste opisane i dat je ključ vrste. 

## Vrste
1. Brookea albicans Stapf
2. Brookea auriculata T.Yamaz.
3. Brookea dasyantha Benth.
4. Brookea celebica Adema
5. Brookea linduensis Adema
6. Brookea tomentosa Benth.